# Stettin Palver
Stettin Palver è un personaggio immaginario del ciclo della Fondazione di Isaac Asimov, introdotto nel libro Fondazione anno zero.
Incontrato casualmente da Hari Seldon nella Biblioteca Galattica questo personaggio si rivelerà in seguito dotato di straordinari poteri mentali, capaci di modificare a piacimento i pensieri altrui. Individuato dalla nipote di Seldon, Wanda (anche lei dotata di poteri analoghi), entrerà a far parte del Progetto storiografico. È il figlio di un precedente collaboratore di Seldon, nel frattempo morto; un lontano discendente di Stettin, Preem Palver, sarà Primo Oratore (ovvero il membro più importante della Seconda Fondazione) a Trantor.